# Enthusia Professional Racing
Enthusia Professional Racing – japońska komputerowa gra symulująca wyścigi samochodowe wyprodukowana przez Konami oraz przez nią wydana 3 maja 2005 roku.

## Rozgrywka
Enthusia Professional Racing jest symulatorem wyścigów samochodowych.
Twórcy wprowadzili Visual Gravity System, który sprawia prawdziwe zachowanie poruszających się pojazdów na które wpływają siły grawitacji. Gracz jest przez cały wyścig informowany o stanie swojego pojazdu. Gra zawiera ponad 40 różnych samochodów, które mogą być poddane tuningowi a w efekcie czego ich osiągi mogą się zmienić. Wyścigi odbywają się na rzeczywistych torach wyścigowych.
Gracz może brać udział w wyścigu organizowanym o różnej porze dnia oraz różnych warunkach atmosferycznych. Komputerowi przeciwnicy dostosowują się do poziomu gracza.
Po zakończeniu rozgrywki dostępna jest powtórka wyścigu z różnych kamer.
W trybie gry wieloosobowej może brać udział dwóch graczy.